# Dalsjön, Jämtland
Dalsjön är en sjö i Åre kommun i Jämtland och ingår i Indalsälvens huvudavrinningsområde. Sjön har en area på 0,387 kvadratkilometer och ligger 580,7 meter över havet. Dalsjön ligger i Dammån-Storån Natura 2000-område. Sjön avvattnas av vattendraget Dammån (Storån).

## Delavrinningsområde
Dalsjön ingår i det delavrinningsområde (700079-139826) som SMHI kallar för Utloppet av Dalsjön. Medelhöjden är 798 meter över havet och ytan är 5,24 kvadratkilometer. Räknas de 91 avrinningsområdena uppströms in blir den ackumulerade arean 416,99 kvadratkilometer. Dammån (Storån) som avvattnar avrinningsområdet har biflödesordning 2, vilket innebär att vattnet flödar genom totalt 2 vattendrag innan det når havet efter 314 kilometer. Avrinningsområdet består mestadels av skog (43 procent) och kalfjäll (47 procent). Avrinningsområdet har 0,38 kvadratkilometer vattenytor vilket ger det en sjöprocent på 7,3 procent.